# Lonchaea comitata
Lonchaea comitata är en tvåvingeart som beskrevs av Mcalpine 1964. Lonchaea comitata ingår i släktet Lonchaea och familjen stjärtflugor. Inga underarter finns listade i Catalogue of Life.